# Cinémas
Cinémas est un magazine du cinéma présenté par Serge Moati, et diffusé chaque samedi à 17h55 depuis le 5 septembre 2009 sur France 5. L'émission n'est pas reconduite à la rentrée de septembre 2011.

## Concept
Émission hebdomadaire, Cinémas est un rendez-vous de Serge Moati autour des films qui font l'actualité. L'émission, comme la précédente émission de Serge Moati sur France 5 Ripostes, est produite par Image et Compagnie et réalisée par David Montagne.